# TOI-2076
TOI-2076 — одиночная звезда в созвездии Волопаса на расстоянии приблизительно 137 световых лет (около 41,9 парсек) от Солнца. Видимая звёздная величина звезды — +9,2m. Возраст звезды определён как около 338 млн лет.
Вокруг звезды обращается, как минимум, три планеты.

## Характеристики
TOI-2076 — оранжевый карлик спектрального класса K0V, или K0. Масса — около 0,824 солнечной, радиус — около 0,79 солнечного, светимость — около 0,3777 солнечной. Эффективная температура — около 5180 K.

## Планетная система
В 2021 году группой астрономов, работающих в рамках программы TESS, было объявлено об открытии планет TOI-2076 b, TOI-2076 c и TOI-2076 d.